# Keilhaus topp
Keilhaus topp – jeden z najwyższych szczytów Norwegii i całej Skandynawii (2355 metrów n.p.m.), położony w górach Jotunheimen, 700 metrów na wschód od Galdhøpiggen, najwyższej góry Norwegii. Ponieważ jego wybitność wynosi zaledwie 20 metrów najczęściej nie jest uwzględniany na liście najwyższych szczytów Norwegii.
Przez Keilhaus topp przebiega szlak turystyczny ze schroniska Spiterstulen.